# Futurebus
El Futurebus (IEEE 896) és un estàndard de bus de dades, ideat per reemplaçar totes les connexions de bus local en un ordinador, incloent-hi la unitat central de procés, la memòria, les targetes d'expansió i, fins i tot fins a cert punt, els enllaços de xarxa d'àrea local entre màquines. És un bus poc conegut encara però, per les seves altes prestacions, està cridat per substituir als populars busos VME, EISA, Multibus, etc. Les seves característiques el fan ideal per a qualsevol tipus de sistema, des de sistemes multiprocessadors amb suport per memòria cau fins a sistemes amb funcionalitat de temps real, passant pels sistemes tolerants a fallades.